# Suomi M/31
De Suomipistoolmitrailleur (Fins: Suomi-konepistooli) is een Fins machinepistool dat in 1921 ontwikkeld werd door Generaal-majoor Aimo Lahti. In 1931 werden de eerste exemplaren in gebruik genomen door het Finse leger. Wegens de introductie van het wapen in 1931 wordt het wapen vaak aangeduid als Suomi M/31.

## Gebruikers
- Bulgarije kocht tussen 1940-1942 in totaal 5505 stuks.
- Denemarken maakte onder licentie minimaal 1400 stuks na als de Lettet-Forsøgspistoolmitrailleur.
- nazi-Duitsland kocht tijdens de Tweede Wereldoorlog in totaal 3042 stuks.
- Estland kocht in 1937 in totaal 485 stuks.
- Finland
- Israël
- Kroatië kocht in 1942-1943 in totaal 1250 stuks.
- Noorwegen kocht vanaf 1937 enkele duizenden exemplaren voor de Noorse politie. In gebruik tot 1980.
- Polen kocht enkele duizenden exemplaren voor de Poolse politie (Policja).
- Slovenië
- Sovjet-Unie gebruikte buitgemaakte exemplaren.
- Zweden maakte onder licentie minimaal 35000 stuks voor eigen gebruik.
- Zwitserland

## Fotogalerij

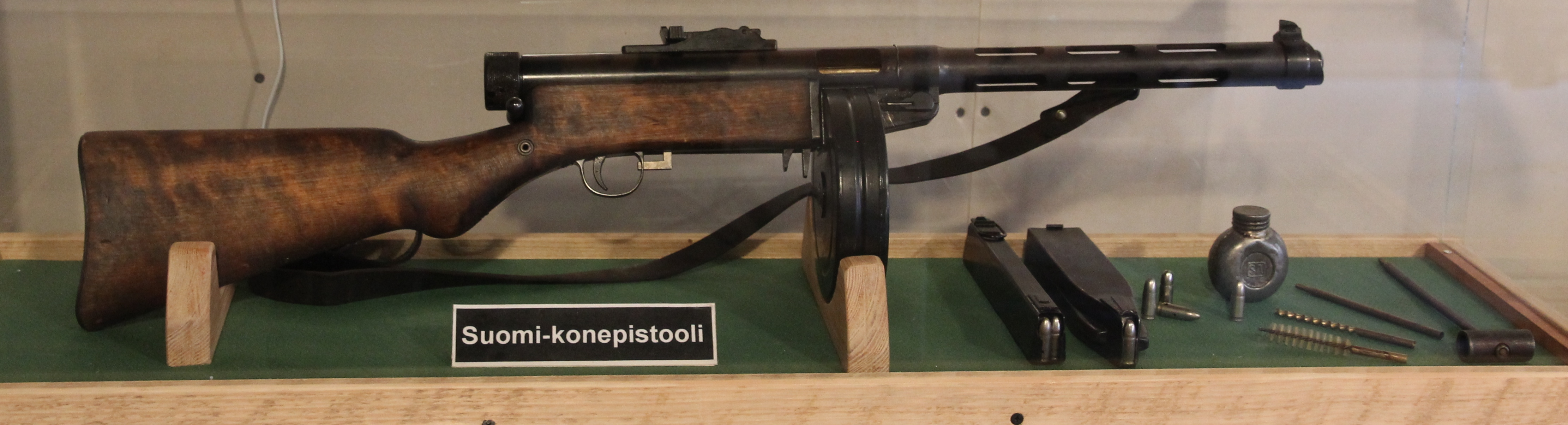
KP/-31 met (WWII) magazijnen en reinigingskit
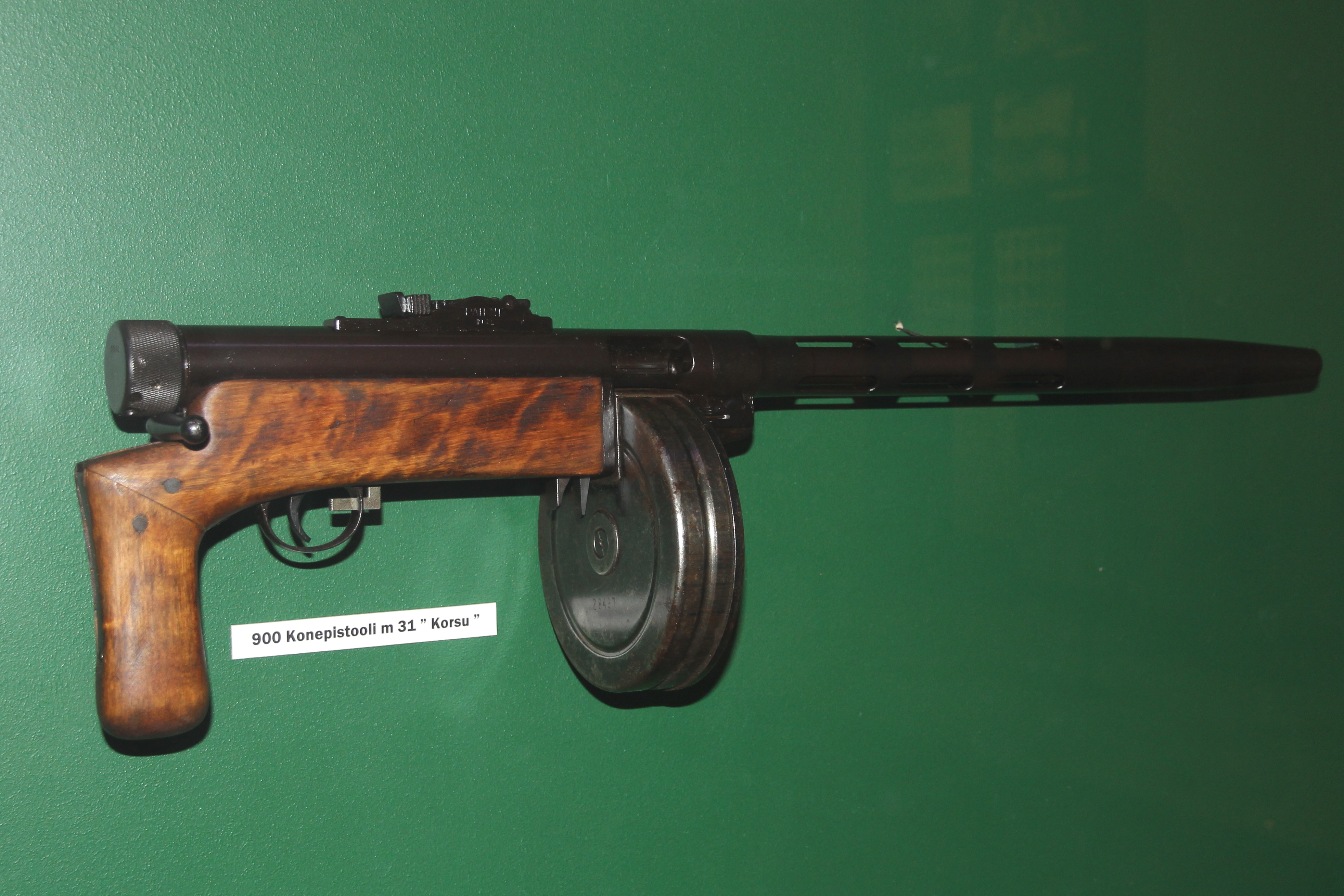
Bunkermodel KP/-31.
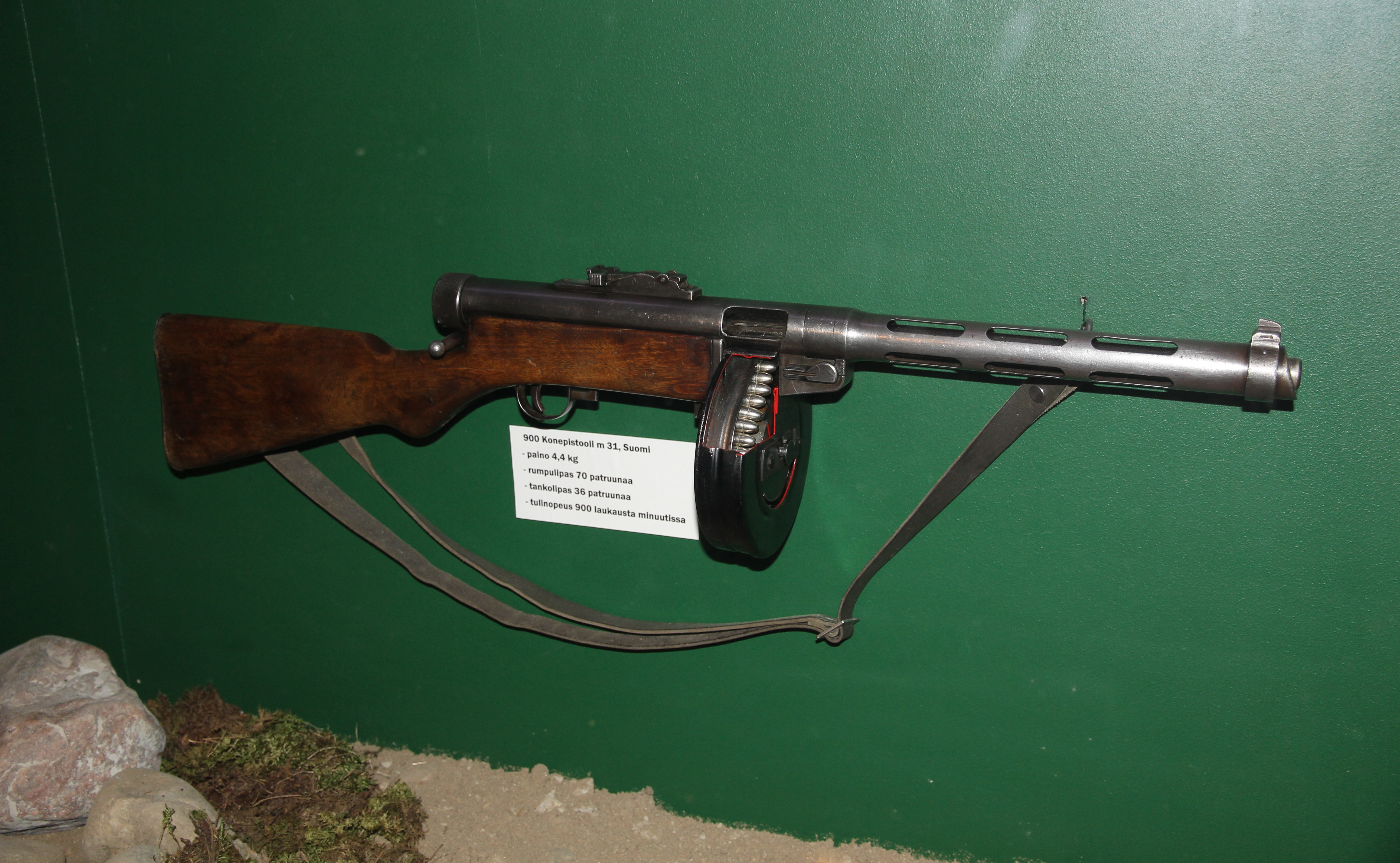
KP/-31 met drummagazijn.
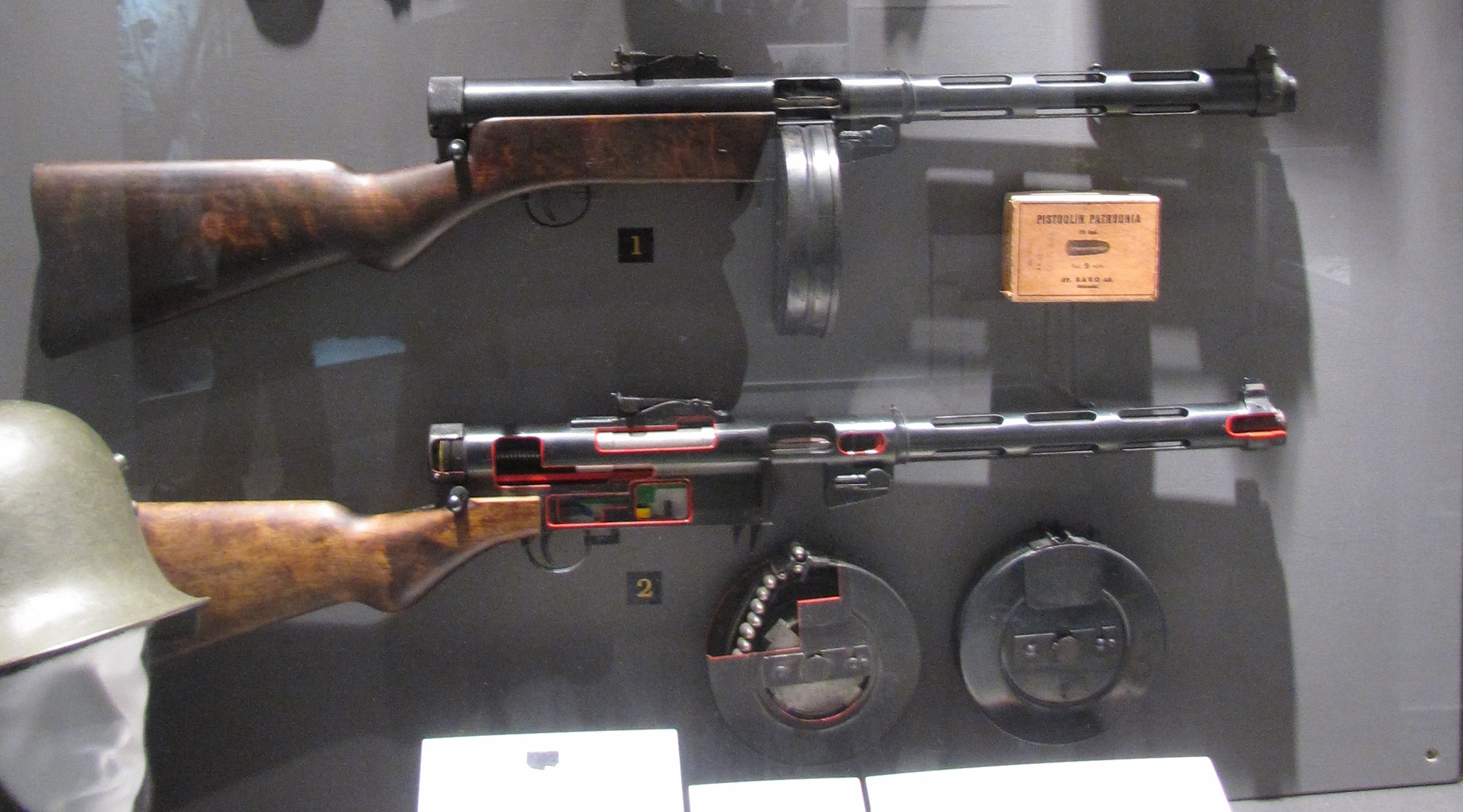
KP/-31 met drummagazijn en munitiepakket
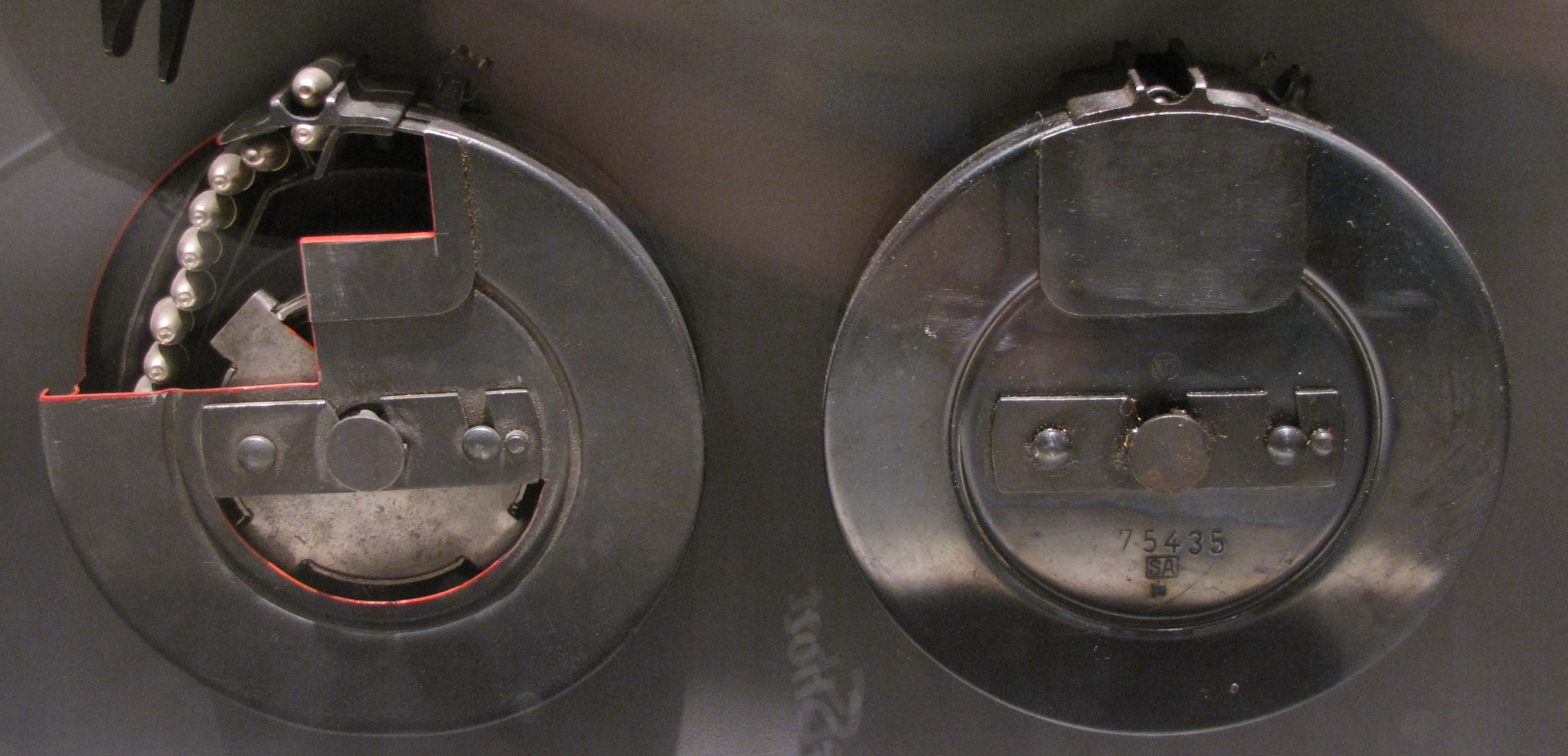
KP/-31 drummagazijnen
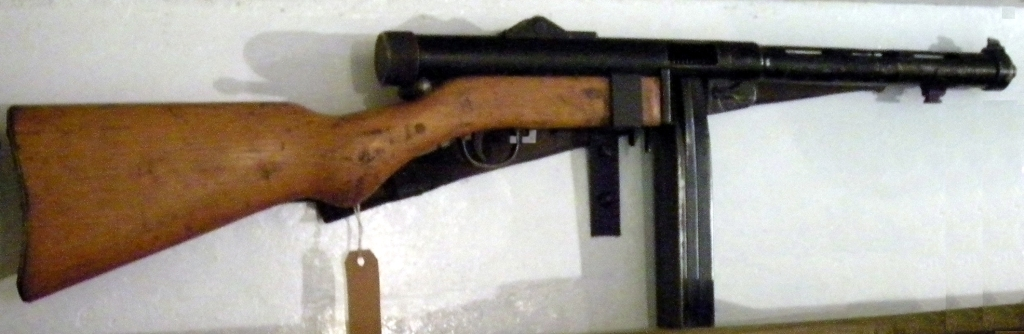
In Zwitserland geproduceerde Mp 43/44.
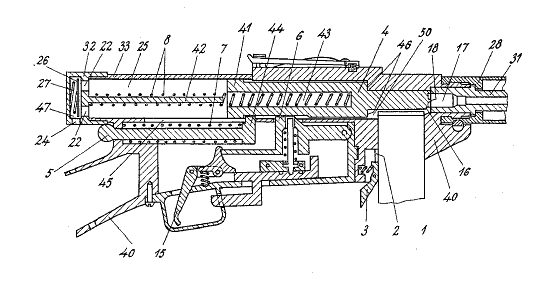
Tekening van de Finse SMG
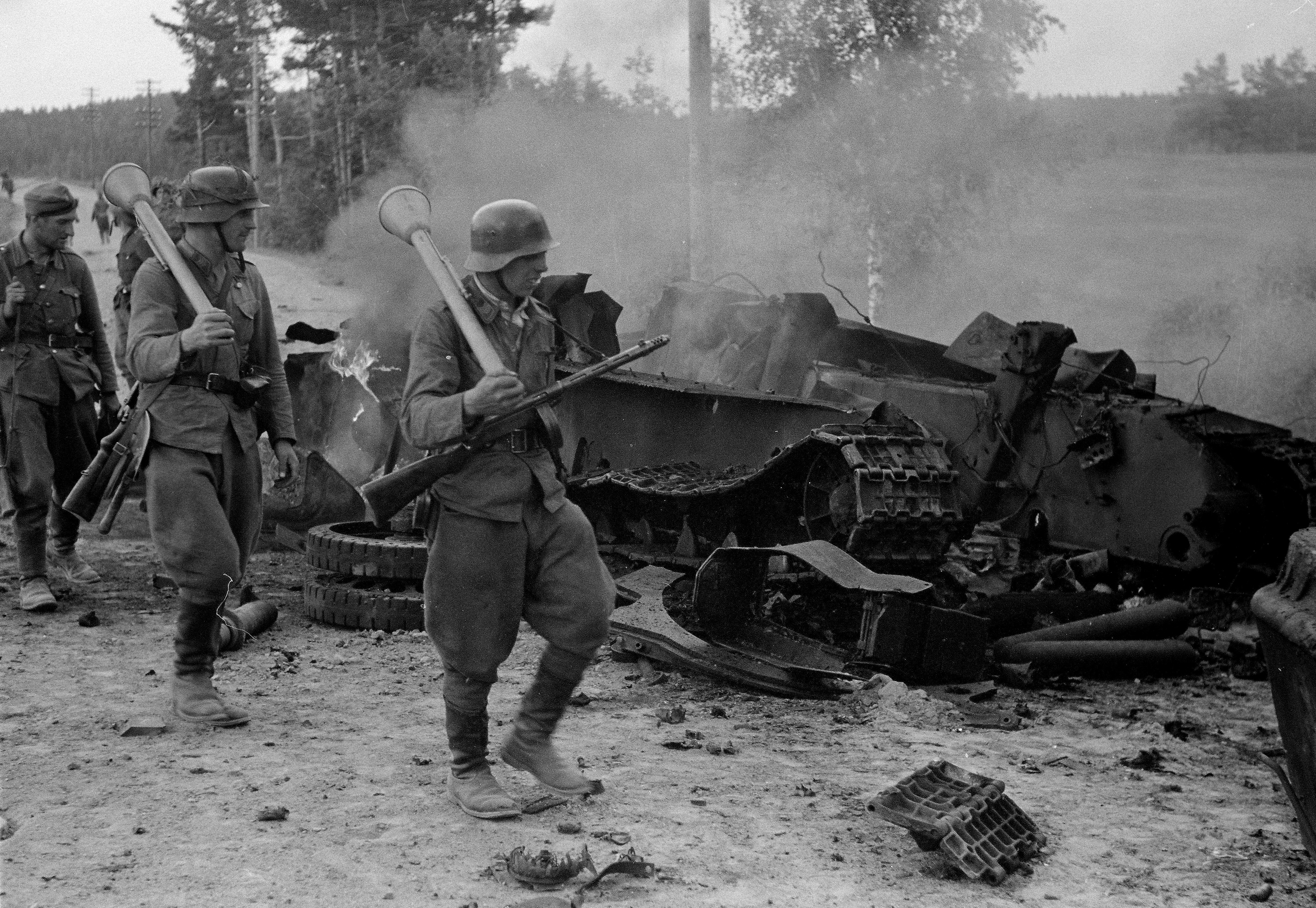
Fins soldaat bewapend met een Finse  KP en een Panzerfaust
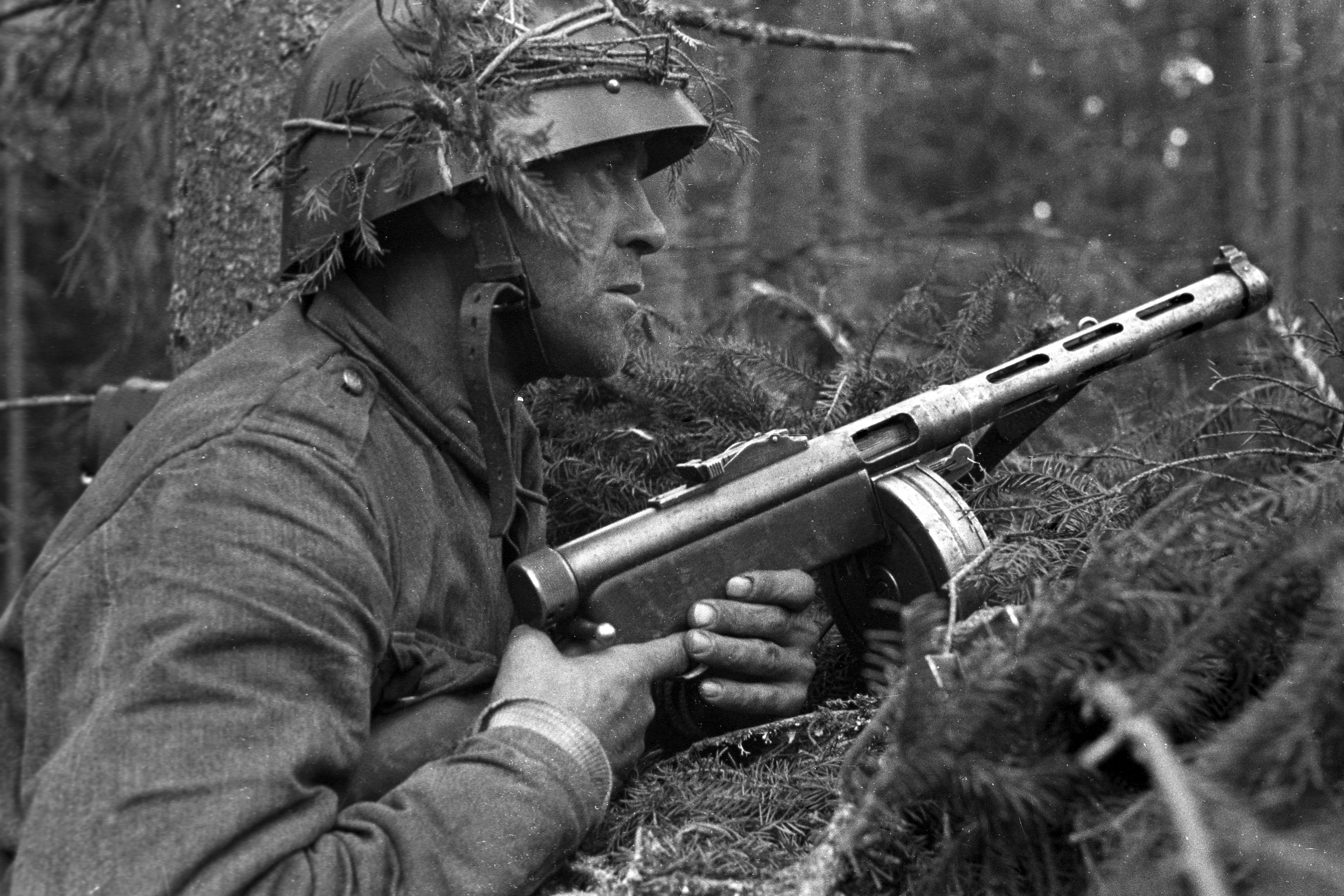
Fins schutter op het Vuosalmi bruggehoofd, Karelische Landengte.
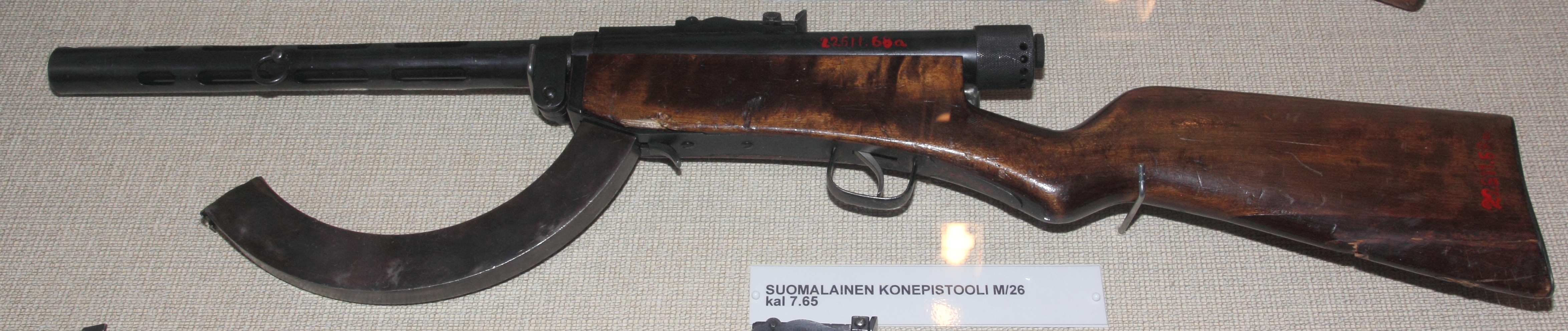
Vroege 7.65 mm Suomi KP/-26.